# Kōhei Kiyama
Kōhei Kiyama (japanisch 喜山 康平 Kiyama Kōhei; * 22. Februar 1988 in der Präfektur Tokio) ist ein japanischer Fußballspieler.

## Karriere
Kiyama erlernte das Fußballspielen in der Jugendmannschaft von Tokyo Verdy. Hier unterschrieb er 2006 auch seinen ersten Profivertrag. Der Verein aus Tokio spielte in der zweithöchsten Liga des Landes, der J2 League. 2007 wechselte Kiyama zum Ligakonkurrenten Fagiano Okayama. Am Ende der Saison 2008 stieg der Verein in die erste Liga auf. 2011 kehrte er zu Tokyo Verdy zurück. Im August 2011 wechselte er zum Drittligisten Kamatamare Sanuki. 2012 wechselte er zum Zweitligisten Matsumoto Yamaga FC. 2014 wurde er mit dem Verein Vizemeister der zweiten Liga und stieg in die erste Liga auf. Am Ende der Saison 2014 musste der Verein wieder den Weg in die zweite Liga antreten. Für den Verein absolvierte er 184 Ligaspiele. 2017 wechselte er zum Ligakonkurrenten Fagiano Okayama. Für den Verein aus Okayama bestritt er 173 Zweitligaspiele. Zu Beginn der Saison 2023 wechselte er in die dritte Liga. Hier schloss er sich seinem ehemaligen Verein Matsumoto Yamaga FC an. 